# Полокване
23°54′00″ пд. ш. 29°27′00″ сх. д. / 23.90000° пд. ш. 29.45000° сх. д.

Полокване (англ. Polokwane) — місто в Південно-Африканській Республіці, столиця провінції Лімпопо. Місто є великим промисловим, гірничодобувним та сільськогосподарським центром. Навколо міста добувають олово, мідь, азбест, свинець, мармур та кремній.

## Історія
Місто засновано бурськими переселенцями в 1886 році як Пітерсбург (англ. Pietersburg). Названо на честь Петруса Якобуса Жубера — трансваальського генерала та політичного діяча. Після 2002 року уряд ПАР розпочав загальнонаціональну зміну назв населених пунктів чиї імена були пов'язані з апартеїдом. У 2003 році місто отримало нову назву Полокване, назва походить з північної сото і значить «безпечне місце».

## Клімат
Місто знаходиться у зоні, котра характеризується кліматом помірних степів та напівпустель. Найтепліший місяць — січень із середньою температурою 22.8 °C (73 °F). Найхолодніший місяць — червень, із середньою температурою 12.8 °С (55 °F).
| Клімат Полокване        | Клімат Полокване | Клімат Полокване | Клімат Полокване | Клімат Полокване | Клімат Полокване | Клімат Полокване | Клімат Полокване | Клімат Полокване | Клімат Полокване | Клімат Полокване | Клімат Полокване | Клімат Полокване | Клімат Полокване |
| Показник                | Січ.             | Лют.             | Бер.             | Квіт.            | Трав.            | Черв.            | Лип.             | Серп.            | Вер.             | Жовт.            | Лист.            | Груд.            | Рік              |
| Середній максимум, °C   | 27,8             | 27,8             | 27,2             | 25               | 22,8             | 20               | 20               | 23,9             | 27,8             | 28,9             | 28,9             | 27,2             | 25,6             |
| Середня температура, °C | 22,8             | 22,8             | 21,1             | 18,3             | 15,6             | 12,8             | 12,8             | 15,6             | 18,9             | 21,1             | 22,2             | 21,7             | 18,8             |
| Середній мінімум, °C    | 17,2             | 17,2             | 15               | 12,2             | 7,8              | 5                | 5                | 7,2              | 10               | 12,8             | 15               | 16,1             | 11,7             |
| Норма опадів, мм        | 80               | 80               | 60               | 20               | 20               | 10               | 10               | 10               | 20               | 50               | 100              | 70               | 530              |
| Днів з опадами          | 8                | 6                | 6                | 3                | 2                | 1                | 1                | 1                | 2                | 4                | 9                | 8                | 51               |
| Вологість повітря, %    | 65               | 70               | 70               | 65               | 60               | 55               | 55               | 50               | 50               | 55               | 65               | 65               | 60.4             |
| ----------------------- | ---------------- | ---------------- | ---------------- | ---------------- | ---------------- | ---------------- | ---------------- | ---------------- | ---------------- | ---------------- | ---------------- | ---------------- | ---------------- |
| Джерело: Weatherbase    |                  |                  |                  |                  |                  |                  |                  |                  |                  |                  |                  |                  |                  |